# Clase Balilla
Los Clase Balilla fueron los primeros submarinos construidos por la Regia Marina italiana, a finales de la década de los años veinte, tras el final de la Primera Guerra Mundial. Eran grandes submarinos oceánicos diseñados para operar en el Océano Índico y el Mar Rojo desde las bases coloniales italianas del África Oriental Italiana .

## Diseño y propulsión
Su diseño era de doble casco basado en los U-boot alemanes Tipo UE II, uno de los cuales, el SM U-120 fue entregado en 1919 a los italianos como reparación de guerra. Tenían instalado un motor diésel auxiliar de 425 CV como generador extra.

## Historia operacional
Las unidades fueron estacionadas en el Mediterráneo en 1940. Su único éxito fue el hundimiento del submarino británico HMS Triad por el Enrico Toti, el 15 de octubre de 1940.
A partir de 1941, fueron usados como submarinos de transporte para abastecer a las tropas italianas del norte de África.
Las unidades supervivientes al conflicto fueron desguazados tras la guerra.

## Los buques
Todas las unidades fueron construidas por los astilleros Odero-Terni-Orlando (OTO), en Muggiano, Italia.

### Italia
| Buque              | Botadura                 | Destino                                                                    |
| ------------------ | ------------------------ | -------------------------------------------------------------------------- |
| Balilla            | 20 de febrero de 1927    | Pasa a reserva en abril de 1941; desguazado en 1946                        |
| Domenico Millelire | 19 de septiembre de 1927 | Pasa a reserva en abril de 1941; desguazado tras la guerra                 |
| Antonio Sciesa     | 12 de agosto de 1928     | Dañado en Tobruk en septiembre de 1942; hundido el 12 de noviembre de 1942 |
| Enrico Toti        | 14 de abril de 1928      | Pasa a reserva en abril de 1943; desguazado en octubre de 1946             |

### Brasil
Versión modificada del diseño construida para la marina Brasileña.
| Buque   | Botadura           | Destino          |
| ------- | ------------------ | ---------------- |
| Humaytá | Construido en 1927 | Retirado en 1951 |